# أنتوني س. ويست
أنتوني س. ويست (بالإنجليزية: Anthony C. West)‏ هو مؤلف أيرلندي، ولد في 1910، وتوفي في 1988.